# Ernest Tilden Parker
Ernest Tilden Parker (1926 — 1991) foi um matemático erstadunidense.

## Publicações selecionadas
- Bose, R. C.; Shrikhande, S. S.; Parker, E. T. (1960), «Further results on the construction of mutually orthogonal Latin squares and the falsity of Euler's conjecture», Canadian Journal of Mathematics, 12: 189–203, MR 0122729, doi:10.4153/CJM-1960-016-5.
- Reid, K. B.; Parker, E. T. (1970), «Disproof of a conjecture of Erdős and Moser on tournaments», Journal of Combinatorial Theory, 9 (3): 225–238, MR 0274328, doi:10.1016/S0021-9800(70)80061-8.